# エジナウド・ゴメス・ペレイラ
ナウド（Naldo）ことエジナウド・ゴメス・ペレイラ（Edinaldo Gomes Pereira、1988年8月25日 - ）は、ブラジル・サントアンドレ出身のサッカー選手。サウジアラビアのアル・タアーウン所属。ポジションはディフェンダー。

## 経歴
2010年12月29日にカンピオナート・ブラジレイロ・セリエAのクルゼイロECに期限付き移籍。
2013年1月29日に、グラナダCFと5年契約を結び、初の海外移籍を果たす。直後にセリエAのボローニャFCに期限付き移籍をし、同年3月10日のインテルナツィオナーレ・ミラノ戦で初出場・完封勝利に貢献した。
その後、ロシア・プレミアリーグのFCクラスノダールなどを経て、2017年8月10日にRCDエスパニョールに移籍した。契約は3年間で、1年のオプションが付く。